# Echinopsis maximiliana
Echinopsis maximiliana es una especie de plantas en la familia Cactaceae. Es endémica de Bolivia y Perú. Es una especie común en lugares localizados.

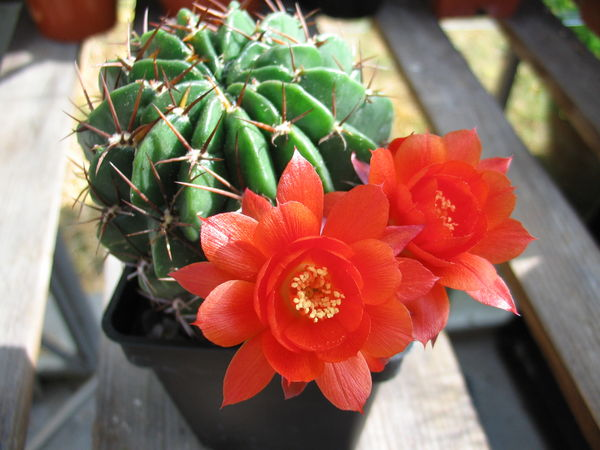
Detalle de la flor

## Descripción
Echinopsis maximiliana suele formar pequeños cojines. Los tallos son cilíndricos, esféricos verdes o cortos brotes que alcanzan  5 cm de diámetro y una altura de hasta 20 centímetros. Tiene de 12 a 20 rectas costillas presentes, que son muescas y tubérculos. En ellas se encuentran las areolas que son blanquecinas y hasta a 2 cm de distancia de las que surgen de 11 a 56 espinas que pueden faltar en raras ocasiones, son muy variables. No se pueden diferenciar las espinas centrales de las radiales, por lo general. Las espinas son curvas, irregulares son de color marrón amarillento y de 3 a 5 cm de largo. Las flores son en forma de embudo y aparecen en el lado de los tallos en los brotes superiores, son de color rojo con una garganta de color naranja-amarillo o de color púrpura a veces amarillo o rosa. Las flores miden de 4 a 10 cm de largo y tienen precisamente ese diámetro. Los frutos son rojizo verdes y son peludos y alcanzan un diámetro de hasta 1,2 cm.

## Taxonomía
Echinopsis maximiliana fue descrita por Heyder ex A.Dietr. y publicado en Allgemeine Gartenzeitung 14: 250. 1846.
Etimología
Ver: Echinopsis
maximiliana epíteto otorgado en honor de uno de los autores prematuramente fallecido Edward Heyder nombrado Maximiliano.
Sinonimia
| - Lobivia maximiliana - Lobivia caespitosa - Lobivia corbula - Lobivia hermanniana - Lobivia westii - Lobivia charazanensis | - Lobivia cariquinensis - Lobivia pseudocariquinensis - Lobivia miniatiflora - Lobivia cruciaureispina - Lobivia sicuaniensis - Lobivia intermedia |